# 植木屋孫八
植木屋 孫八（うえきや まごはち、生没年不詳）は、江戸時代の浮世絵師。

## 来歴
菊川英山の門人。通称は植木屋孫八または彦兵衛。高田村に住しており、英山が晩年に一時孫八宅に寄食している。